# 第5歩兵師団 (ベトナム陸軍)
第5歩兵師団（Sư đoàn 5 bộ binh）は、ベトナム人民軍（陸軍）の師団の1つ。

## 歴史
- 1965年11月23日 - 南部のドンナイ省巴地で第5師団編成。編成後、九龍江平原東北部と南西部の各省に分散して遊撃戦を展開した。
- 1973年3月 - カンボジアを経由して平隆省に侵入し、阮恵進攻作戦に参加
- 1975年 - 新編の第232兵団（軍級）に編入。ホーチミン戦役では、サイゴン西部と西南の主攻を担当し、第8軍区と協同で、国道4号線を切断し、南ベトナムの首都を攻撃した。ベトナム戦争終結後、第7軍区に配属され、戦略予備部隊となった。
- 1977年末 - 第1次カンボジア侵攻に参加
- 1978年末 - カンボジアに全面侵攻。第3師団と協同で斯努以北の防衛線を突破し、東北部のクラチエ州に侵入した。その後、西北部の詩梳風、シェムリアップ州地区で作戦を行った。第5師団は、カンボジア侵攻部隊の主力であり、長期間バタンバン州に駐屯して武装勢力の掃討に従事した。

## 編制
- ？歩兵連隊
- ？歩兵連隊
- ？歩兵連隊
- ？砲兵連隊